# Querceto (Sesto Fiorentino)
Querceto è una frazione del comune di Sesto Fiorentino in provincia di Firenze, situato alle pendici del Monte Morello.

## Descrizione e storia
Dalla trafficata via Cafiero, situata nella zona alta di Sesto Fiorentino, si entra in via del Cuoco, strada stretta e tortuosa che sale verso la campagna: infatti la frazione di Querceto deve il nome agli scomparsi boschi che dimoravano su questa collina, dove l'abitato si frammentava in ville e in case coloniche; una ragnatela di strade e viottoli permette rilassanti passeggiate.
Voltando a sinistra si entra in via Biancalani, intitolata al partigiano Lino Biancalani che morì ucciso dai nazisti; girando poi a destra ci si inerpica in via del Ghirlandaio. Al primo bivio si nota un tabernacolo, da poco restaurato, e il cancello che introduce a Villa Tommaso Reggio, la casa delle Suore di Santa Marta, intitolata appunto al loro fondatore. Se si gira a destra, si entra in via Capponi, stradina pianeggiante che porta verso Colonnata, la frazione confinante con Querceto. Dopo pochi metri si erge sulla sinistra il Monastero di San Domenico per le suore di clausura: fu costruito nel XIII secolo dalla facoltosa e potente famiglia dei Della Tosa.
Tornando indietro, e riprendendo la salita di via del Ghirlandaio che dal bivio si chiama via Don Eligio Bortolotti, si giunge alla Chiesa di San Jacopo e Santa Maria. La sua memoria più antica risale al marzo del 1263. Più volte restaurata, presenta all'esterno un porticato sorretto da quattro colonne e conserva un altare maggiore in maiolica di antica produzione della fabbrica  Ginori. La chiesa di San Jacopo e Santa Maria ha il tipico aspetto di chiesetta di campagna.
Dopo la chiesa continua un lungo viale pieno di olivi e cipressi, che porta al percorso del C.A.I., per la salita alle tre punte di Monte Morello.
Tornando indietro, dopo aver superato la chiesa, se si volta a destra ci si incammina nella strada che porta all'antico Borgo Tantola, arroccato su una collina e pieno di case. Un tempo nelle case del Borgo abitava la gente più povera ed emarginata, poiché la zona si diceva venisse frequentata da malfattori e ladri.
Dietro il Borgo c'è una strada asfaltata che conduce alle Cappelle (appunto si chiama via delle Cappelle). In questa zona collinare un eremita si ritirò in preghiera e in meditazione e a lui se ne aggiunsero altri; è proprio per questo che la zona viene chiamata Le Cappelle.
Appena sopra a via Cafiero si trova anche la Casa del Popolo, una moderna costruzione rosa e grigia, inaugurata nel dicembre del 1998.